# Roger De Breuker
Roger De Breuker (Grobbendonk, 13 de juliol de 1940 - Anvers, 26 d'octubre de 2018) va ser un ciclista belga que fou professional entre 1962 i 1966. En el seu palmarès destaquen dues victòries d'etapa al Tour de França de 1963.

## Palmarès
- 1961
  - 1r a la Volta a Bèlgica amateur
  - 1r a la Berliner Etappenfahrt
- 1962
  - 1r a Edegem
  - Vencedor d'una etapa de la Cursa de la Pau
- 1963
  - Vencedor de 2 etapes al Tour de França

### Resultats al Tour de França
- 1963. 73è de la classificació general. Vencedor de 2 etapes